# Acetil-CoA C-aciltransferasi
La acetil-CoA C-aciltransferasi è un enzima appartenente alla classe delle transferasi, che catalizza la seguente reazione:
acil-CoA + acetil-CoA ⇄ CoA + 3-ossoacil-CoA